# Осерванца (Пескара)
Осерванца (итал. Osservanza) је насеље у Италији у округу Пескара, региону Абруцо.
Према процени из 2011. у насељу је живело 4 становника. Насеље се налази на надморској висини од 384 м.